# ガートルード・バニシェフスキー
ガートルード・バニシェフスキー（Gertrude Nadine Baniszewski、（Gertrude WrightやNadine van Fossanの名でも知られる）、1929年9月19日 - 1990年6月16日）は、アメリカインディアナ州の殺人者である。

## 事件の概要
ガートルードは、ジョン・バニシェフスキー、ポーラ・バニシェフスキー、リッキー・ホッブス、コイ・ハバードといった自身の子供達や近所の若者達を監禁しながら、被害者であるシルヴィア・ライケンス（Sylvia Marie Likens）への虐待を助長させ、皮膚に文字を刻み付け、最終的に死に至らしめた。この殺人事件は、ガートルードの公判の場で検察官によりインディアナの犯罪史上で最も恐ろしい犯罪（the most terrible crime ever committed in the state of Indiana.）であると評された。なお、この事件はシルヴィア・ライケンス事件（Sylvia Likens Case）、あるいはバニシェフスキー事件（Baniszewski's case） などの名で知られている。

## 事件までの経緯

### ガートルード・バニシェフスキー
ガートルード・バニシェフスキーは、1929年にガートルード・ナディーン・ヴァン・フォッサン（Gertrude Nadine van Fossan）の名でヒューとモリー夫妻の6人兄弟の3番目として生まれた。1940年に心筋梗塞による父親の急死を目撃。その5年後、16歳で学校を中退して18歳の保安官助手であったジョン・バニシェフスキーと結婚し、4人の子供をもうけた。
しかしジョン・バニシェフスキーは癇癪持ちであったため10年も経たずに離婚した。その後すぐにエドワード・ガスリーと再婚、さらに2人の子供をもうけたが1963年までに再び離婚した。
さらに、34歳のとき23歳のデニス・リー・ライトと同棲するが、ライトはドメスティック・バイオレンスに走ったうえ、息子のデニス・ジュニアが生まれた後、ライトはガートルードを捨てて失踪してしまった。
インディアナ州の新聞であるインディアナポリス・スター誌の報道によれば、事件当時のガートルード・バニシェフスキーには、『やつれて、体重が標準以下で、喘息持ち』 で、鬱病を患い、幾度かの結婚の失敗からのストレスがあったのだという。

### シルヴィア・ライケンス
シルヴィア・ライケンス（Sylvia Marie Likens、1949年1月3日 - 1965年10月26日）は、各地を転々とする移動遊園地で働いていたレスター、ベティ・ライケンス夫妻の子供として誕生した。シルヴィアは2組の二卵性双生児の間に生まれ、2歳年上のダイアナとダニエル、1歳年下のジェニーとベニーという5人兄弟の3番目であった。ライケンス夫妻の結婚生活は不安定で、一家は頻繁に引越しをしていた。シルヴィアはしばしばよその家に下宿したり、強引に親戚の家に預けられたりした。
また、シルヴィアはベビーシッターやアイロンがけのアルバイトを行っていたほか、好きなロックグループは当時の若者として一般的なビートルズであった。バニシェフスキー家の下宿に入った最初の頃には、ガートルードの娘のステファニーと一緒にビートルズの歌をうたい、彼女と好意的な関係にあったという。
なお、シルヴィアは、14もの住所を転々としていた。これまでの彼女の生活では頻繁に引越しを繰り返され、両親が子供たちを連れて一緒に行くことが出来ない場合には、祖母の家に預けられたり、よその家に下宿したりすることが数多くあったためである。
1965年には、祖母が万引きで逮捕、拘留されたために、インディアナポリスで母親と一緒に生活していたが、その時期にシルヴィアの妹であるジェニーがポリオの後遺症で身体障害者となった。その頃妻と別居していたレスター・ライケンスは、娘たちの下宿先を探していたところ、知り合いであったポーラ・バニシェフスキーの母親であるガートルード・バニシェフスキーから、シルヴィアとジェニーの下宿を引き受けるとの申し出があった。実際にはバニシェフスキー家は非常に貧乏であったが、レスターは後に裁判で陳述したように家の中の様子を見せてもらえず、またガートルードの「娘を正してあげる（straighten his daughters out）」という言葉に勇気付けられた 結果、レスターは週20ドルで娘たちを下宿させてもらうことに合意したのだった。

## 事件の流れ

### バニシェフスキー家への下宿
1965年7月から、ライケンス姉妹はバニシェフスキー家へ下宿しはじめた。姉妹は高校に通いながらバニシェフスキー家の子供達と一緒に生活し、日曜日にはガートルードと教会へ行ったりした。
しかし、一週目に最初の20ドルの支払いが一日遅れると、ガートルードはライケンス姉妹を殴打した。それからまもなく彼女らは、それが実際には食料品店で購入したものであったにもかかわらず、ガートルードにキャンディーを盗んだ疑いをかけられてさらに殴打された。
ガートルードは、このようにして典型的な児童虐待に陥っていったのである。

### 虐待初期
1965年8月には、ガートルードはシルヴィア・ライケンスを言葉や物理的手段で虐待し始め、年長の子供達にはシルヴィアを殴打させ、階段から突き落とさせた。また、ガートルードはシルヴィアがボーイフレンドを作ったことに激怒し、性器を幾度も蹴りつけた。また、それは事実ではなかったにもかかわらず、シルヴィアが妊娠していると糾弾した。その後さらに、シルヴィアを淫売と罵るようになり、淫売の汚らわしさと一般の女性のありかたについての『説教』をするようになった。
また通学していた高校（Arsenal Technical High School）で、ステファニーとポーラが売春をしているという噂を、シルヴィアが流しているという虚偽の疑いをかけられた。これはステファニーのボーイフレンドであったコイ・ハバードを激怒させ、シルヴィアは暴力を受けた。これを知ったガートルードは、コイ・ハバードやその他数人のクラスメート、近所の少年らによるシルヴィアへの暴行を後押しした。妹のジェニー・ライケンスの証言によれば、これはバニシェフスキー家の娘のポーラとステファニーは実際に売春をしていたためにガートルードに罵られ、その憂さを晴らすための行為であったという。
ガートルードは妹のジェニーにまで、シルヴィアへの殴打を強制した。

### 行為のエスカレート
1965年8月にフィリス、レイモンド・ヴァーミリオン夫妻はバニシェフスキー家の隣に引越してくると、すぐにシルヴィアが虐待され暴力を振るわれていることに気づいたが、当局へ通報しようとはしなかった。
その頃、シルヴィアは高校で体操服を盗んだ。彼女は体操服を購入する費用をガートルードから貰えなかったために体操服が購入できず、このままでは体育の授業に参加できなかったのが原因であった。しかし、体操服をガートルードに発見されると、シルヴィアは暴行され、窃盗を自白させられて、煙草の火を押し付けられた。なお、煙草の火を押し付けるのはその後のガートルードの習慣となった。それ以降、ガートルードはシルヴィアを学校へ行かせなくなり、それから間もなく、再びシルヴィアを淫売と罵るようになった。さらに、ガートルードはクラスメートや近所の若者達の前で、強制的に下着を脱がせてストリップさせた。シルヴィアは涙を流しながらぎこちないストリップを行ったという。その後、ガートルードはシルヴィアの膣にコカコーラの瓶を強引に挿入したりした。
なお、シルヴィア・ライケンスへの虐待は、非常に多くの性的要素を含んでおり、"性交渉なき性犯罪（sexless sex crime.）"と言えるものであった。シルヴィアは、ガートルードに性器を繰り返し蹴られ、クラスメートや近所の若者の前で全裸にさせられ、膣にボトルを挿入されているが、ガートルードがレズビアンとしてシルヴィアを嬲った根拠は報告されておらず、また、虐待に参加したいずれの若い男も、レイプやフェラチオを彼女に強いなかったと考えられている。
これは通例から考えると不可解なことであるが、おそらくコイ・ハバードがシルヴィアを強姦することでステファニーに浮気を疑われるのを恐れたのと、虐待に参加した若者たちは、 "彼女が本当に淫売で、性交により性病をうつされると信じていた" のではないかと推測されている。

### 地下室への監禁
コーラのボトルの強引な挿入によりシルヴィアが失禁するようになった結果、ガートルードは彼女を地下室へ閉じ込め、それ以降、『洗い清め』と称して熱湯をかけて入浴させ、火傷を生じた肌に塩を塗りこむようになった。また、トイレの使用も一切禁じられた。そして、シルヴィアはしばしば全裸の状態におかれ、食事もほとんど与えられず、時折、ガートルードと12歳の息子であるジョン・バニシェフスキー・ジュニアにより彼女自身の排泄物を食べるよう強いられた。
その頃、妹のジェニー・ライケンスは姉であるダイアナ・ライケンスへ手紙で連絡を取り、彼女とシルヴィアが体験している恐ろしい出来事の概要を伝え、姉に警察に通報するよう依頼した。しかしダイアナは、ジェニーは単にバニシェフスキー家で叱られたのが嫌で、バニシェフスキー家ではなく自分と一緒に暮らしたいがために話をでっち上げていると考え、この手紙を無視したのだった。
この直後、ダイアナ・ライケンスは妹を訪ねたが、ガートルードは彼女が家に入ることを拒絶した。そのため、ダイアナは妹のジェニーを確認できるまで近くの家に潜み、その後に妹と接触した。ジェニーは、ダイアナと話をすることが禁じられていることを語って走り去った。この出来事に不安を抱いたダイアナはソーシャルサービスに連絡し、バニシェフスキー家で「シルヴィアは（物理的に）不潔な上に淫売だったので、この家から追い出したらそのまま走り去っていった」と説明を受けたことを伝えた。ソーシャルワーカーがバニシェフスキー家にシルヴィア・ライケンスについて尋ねに行った時、ガートルードはジェニーにシルヴィアの居場所に関する嘘をつかせた。ジェニー・ライケンスは、ガートルードの言う通りにしない場合、姉と同様の目にあわせると脅迫されていたため、本当のことを語った場合に受ける仕打ちを恐れて、ジェニーはソーシャルワーカーに、姉は実際に走り去ったのだと話した。そのためソーシャルワーカーは事務所へ帰り、これ以上バニシェフスキー家へ行って調査を行う必要は無い、という内容の報告書を提出した。

### 殺害

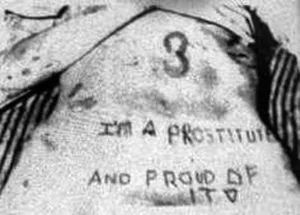
シルヴィアに刻み付けた文面

10月21日、ガートルードはジョン・ジュニアとコイ、ステファニーに、シルヴィアを地下室から運び出してベッドに縛り付けるように指示した。翌朝、ガートルードはシルヴィアがベッドで失禁したことで激怒し、再びシルヴィアの膣にコカコーラの瓶を強引に挿入し、赤く熱した縫い針で腹部に "私は淫売で、そのことを誇りに思う（I'm a prostitute and proud of it）"と刻み付けた。ガートルードは1人で文章を刻み付けきれなかったので、リッキー・ホッブスに残りの文字を刻ませた。翌日、ガートルードはシルヴィアを叩き起こし、両親への家出の手紙を意図した文章を書かせた。
シルヴィアが手紙を書き終えると、ガートルードはジョン・ジュニアとジェニー・ライケンスに、シルヴィアを近所のゴミ捨て場に連れて行き、彼女がそこで死ぬように置き去りにするという計画を述べた。それを漏れ聞いたシルヴィアは、脱走を試みて階段を走り降りたが、玄関の扉を飛び出したところでバニシェフスキーに取り押さえられた。ガートルードはシルヴィアを家の中へ引きずり込み、再び階段から突き落として地下室へ監禁した。それ以降、食べ物はクラッカーしか与えられなかった。
10月24日、バニシェフスキーは地下室へ赴き、体罰用の木製のヘラ（paddle）でシルヴィアを殴打しようと試みた。しかし、バニシェフスキーはシルヴィアを打ち損ない、外れたヘラは偶然に彼女自身に当たった。コイ・ハバードはシルヴィアの身体を踏みつけ、箒の柄で頭部を幾度も強打したため、彼女は地下室で昏倒した。10月26日火曜日の夕方に、バニシェフスキーは子供達に、シルヴィアを（今回は熱湯ではなく）生ぬるい湯に入れてやるよう命じた。ステファニー・バニシェフスキーとリチャード・ホッブスは、シルヴィアを地下室から上の階へ運び、服を着せたまま湯の入ったバスタブに放り込み、その後、服を脱がせて床のマットレスの上に全裸の状態で寝かせた時点で、シルヴィアが息をしていないことに気づいた。ステファニー・バニシェフスキーは蘇生処置を試みたが、シルヴィアは蘇生することなく死亡した。
ステファニーはパニックに陥り、ホッブスに警察へ通報するよう命じた。警察が到着すると、ガートルードはシルヴィアに強引に書かせた手紙を提出した。その手紙には、体操服の窃盗を除いて彼女が実際には行っていない様々な悪事の自白や、『シルヴィアが少年グループから金銭を貰う代わりにセックスすることに合意したが、少年たちの車で連れ回されたうえ、幾度も殴られ、煙草の火で火傷させられて、腹部に文字を刻まれた』という内容の文章が記されていた。しかし、ジェニー・ライケンスが警官の1人に「ここから私を連れ出して。何だって話しますから。（Get me out of here and I'll tell you everything）」と囁き、保護されたことで事件が明らかとなった。ジェニーの証言によってシルヴィアの遺体が発見されたことから、警官たちはバニシェフスキー家のガートルード、ステファニー、ポーラ、ジョンのほか、リチャード・ホッブスとコイ・ハバードをシルヴィア・ライケンスへの殺人容疑で逮捕した。その他の近所の若者である、マイク・モンロー、ランディ・レッパー、ジュディ・ルーク、アンナ・シスコー（Anna Siscoe）は、傷害容疑で逮捕された。

## 裁判
バニシェフスキー家のガートルード、ステファニー、ポーラ、ジョンのほか、リチャード・ホッブスとコイ・ハバードには、裁判まで保釈が認められなかった。
シルヴィア・ライケンスの遺体には、多数の火傷や打撲傷のほか、筋肉や神経への損傷が見られることが検死報告より明らかとなり、さらに、シルヴィアは断末魔の苦痛の中で唇が殆ど断裂するほど強く噛み締めていたことが判明した。また、膣口は腫れ上がってほとんど閉じていたが、膣管を検査した結果、シルヴィアの処女膜は損傷を受けていなかったことから、ガートルードによるシルヴィアは淫売であり妊娠しているとの主張には信憑性に強い疑いが持たれた。なお、直接の死因は脳浮腫と脳内出血、および過酷且つ長期にわたる皮膚への損傷によるショック症状が原因であった。

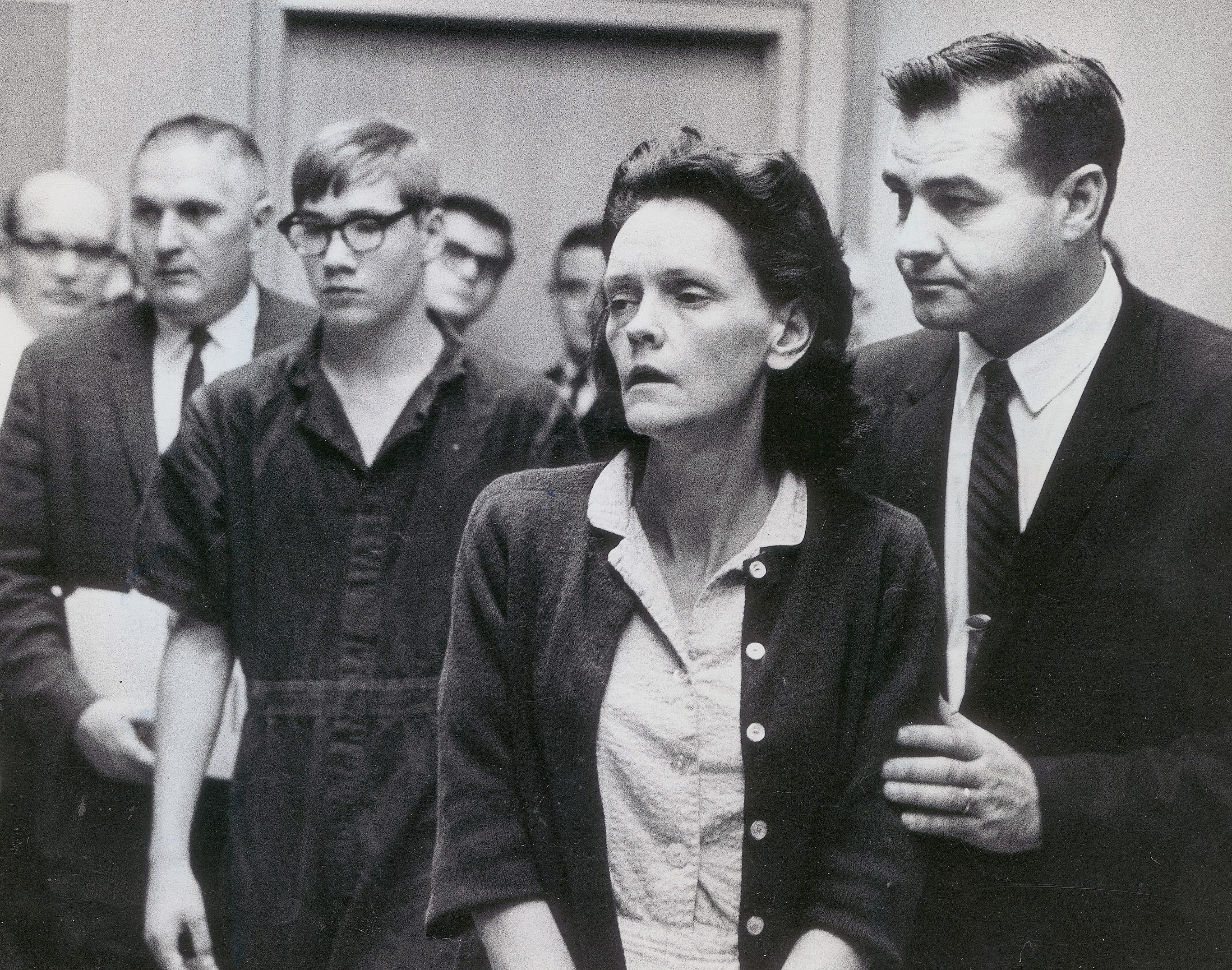
法廷でのガートルード（一番右）とホッブス（その左）

公判では、ガートルードは心神喪失を理由に無罪を訴え、また、欝や喘息などの病気がひどく、子供たちの管理などできなかったと主張した。一方、ポーラ、ジョン、ホッブズ、ハバードら未成年を担当した弁護士らは、彼らはガートルードに強制されて犯行を行ったのだと主張した。ガートルードの11歳の娘であるマリー・バニシェフスキーは、弁護側の証人として裁判所に出廷したが、彼女は取り乱して、ホッブスが焼けた針でシルヴィアの腹部に強引に文字を刻んだことと、ガートルードがシルヴィアを殴打し、地下室へ監禁したのを目撃したことを認めた。マリーの陳述が終了する際に、被告の弁護人は「私は、ガートルードが殺人を犯したことを非難する……しかし、心神喪失であった彼女に責任は無い！（I condemn her for being a murderess... but I say she is not responsible because she is not all here!" ）」と述べ、頭を軽く叩いた。
1966年5月19日、ガートルードは第一級殺人により有罪となったが、死刑を免れて仮釈放なしの無期懲役の判決が下された。また、ガートルードの娘のポーラは公判中に女児を出産し、母親と同じ名前の"ガートルード（Gertrude）"と命名した。判決は第二級殺人による有罪で無期懲役であった。ホッブズ、ハバード、ジョンも故殺で有罪となり、それぞれ懲役2年から21年の判決を受けて少年刑務所へ送られた。
1971年に、ガートルード・バニシェフスキーと娘のポーラは控訴を行った。控訴審でポーラは故殺を主張し、控訴審の判決から2年後に出所した。また、ガートルードは第一級殺人により有罪となったが、判決は懲役18年の有期刑であった。

## 仮釈放
18年間の刑務所での生活においてガートルードは、裁縫工場で働き、若い女性受刑者の母親役（den-mother）を務める模範囚であった。1985年に仮釈放を受けた頃には、ガートルードの刑務所内では"ママ（Mom）"のニックネームで知られていた。
ガートルードの仮釈放に関するニュースは、インディアナ州の社会に大きな波紋を与えた。ジェニー・ライケンスとその家族は、テレビに出演してバニシェフスキーへの批判を行った。2つの犯罪対策グループのメンバーが、罪の無い人を守り、性的虐待に反対する連盟を結成して、インディアナ州を回ってガートルードの仮釈放に反対しながらライケンス一家の支援を行い、歩道でのピケ活動を始めた。2ヶ月の間にこのグループは、ガートルードの仮釈放に反対する署名をインディアナ州の市民から4,500件も集めたが、これらの努力にもかかわらず、ガートルードの仮釈放は認められた。仮釈放のための公聴会の席で、ガートルードは「あの事件で私がどんな役割をしたかは分からない……クスリを常用していたから。私は本当の彼女を知らなかった……でも、シルヴィアの身に起きたことについては全ての責任を私が負います。（I'm not sure what role I had in it ... because I was on drugs. I never really knew her ... I take full responsibility for whatever happened to Sylvia.）」と述べている。

## 出所後
ガートルードは1985年12月4日に出所し、旧姓に戻したうえファーストネームを捨ててナディーン・ヴァン・フォッサン（Nadine van Fossan）へと改名し、アイオワ州へ移住した。1990年6月16日、アイオワ州で肺ガンにより60歳で死去した。
当時、既に結婚してインディアナ州ビーチグローブに住んでいたジェニー・ライケンスは、ガートルードの訃報を新聞で知り、記事の切抜きに "良いニュースだ。忌々しいガートルードの婆さんが死んだ。私は満足だよ、ハハハ！（Some good news. Damn old Gertrude died. Ha ha ha! I am happy about that.）" と記したメモを付けて母親へ郵送した。その後、ジェニー・ライケンスは2004年6月23日に心筋梗塞により54歳で死去した。
インディアナ州東ニューヨーク通り3850番（3850 East New York Street）にあった、シルヴィア・ライケンスが虐待され、殺害される事件があって以降、44年間に渡り荒れ果てた空き家であった家は、2009年4月23日についに取り壊された。跡地は教会の駐車場になる予定であるという。
尚、ウエストサイド中学校銃乱射事件（Westside Middle School massacre）の後、ジョン・バニシェフスキー（現在はジョン・ブレイクとして知られる）は、"若年の犯罪者は手の施しようの無い存在ではない。彼らは人生の方向転換が可能なのだ。" と主張する声明を出した。

## 関連書籍
- 作家のナッティ・バンポー(Natty Bumppo、過去の筆名ジョン・ディーン（John Edwin Dean）として知られる) は、事件について概説した書籍 House of Evil: The Indiana Torture Slaying を執筆した[21][22]。
- Patte Wheat の著作、 By Sanction of the Victim は、この事件を下敷きにし、時代設定を1970年代としたフィクション作品である[23]。
- フェミニストのケイト・ミレットは、この事件と関連する半フィクションの書籍 The Basement: Meditations on a Human Sacrifice を執筆した。なお、ミレットはシルヴィア・ライケンス殺害事件に関するインタビューを受けて「これは女性への弾圧の物語だ。ガートルードは、真実且つ何らかの恐ろしい正義をこの少女に施したかったように思える。それは、彼女が女性になるのに必要な事であったのだ。（It is the story of the suppression of women. Gertrude seems to have wanted to administer some terrible truthful justice to this girl: that this was what it was to be a woman.）」と述べている[22]。
- メンダル・ジョンソン（Mendal Johnson）の唯一の著作 Let's Go Play at the Adams は、この事件に基づいて書かれている[24]。
- ジャック・ケッチャムの小説、隣の家の少女（原題：The Girl Next Door）は、この事件の大まかな出来事に基づき、舞台を1950年代に設定したフィクション作品である。2007年には、書籍の内容に基づき、ブライス・オーファース（Blythe Auffarth）が主役を演じた同名の映画が公開されている[22]
- 2007年のサンダンス映画祭で初公開された映画アメリカン・クライム（原題：An American Crime）では、ガートルード・バニシェフスキーをキャサリン・キーナーが、シルヴィア・ライケンスを エリオット・ペイジが、コイ・ハバードをジェレミー・サンプターがそれぞれ演じた[22]。
- ジャネット・マクレイノルズ作の『ヘイ、ルーブ』（Hey, Rube,）という題名の芝居がプロデュースされたが、出版には至らなかった[25]。

## 参考資料
- Dean, John Edwin. The Indiana Torture Slaying: Sylvia Likens Torture and Death. 1999. ISBN 0-9604894-7-9.
- Millett, Kate. The Basement: A True Story of Violence in an American Family. 1979. ISBN 0-671-72358-8.
- New York Times. May 20, 1966. "5 Are Convicted In Torture Death; Mother and 4 Teen-Agers Guilty in Girl's Slaying". Indianapolis, May 19, 1966 (UPI) A Criminal Court jury today found Mrs. Gertrude Baniszewski, 38-year-old mother of seven, guilty of first degree murder in the torture slaying of Sylvia Likens, 16. Four teenage defendants were convicted on lesser charges.
- New York Times. May 25, 1966. "2 in Torture Death of Girl Are Sentenced for Life". Indianapolis, May 24, 1966 (AP). Two defendants in the torture slaying of Sylvia Likens got life sentences today in the Indiana Women's Prison. Three others were sentenced to the Indiana Reformatory for terms of 2 to 21 years.